# Creto
Creto è una frazione del comune di Pieve di Bono-Prezzo in provincia autonoma di Trento. Si trova ad un'altitudine di circa 530 m s.l.m. ed ospita la sede comunale.

## Storia
Famosa storicamente fu la fiera bovina di Santa Giustina di Creto, la più grande di tutte le Giudicarie, a cui partecipavano nel corso del XIX secolo dai 1000 ai 2000 bovini.
Dal 1834 al 1859 fu attiva inoltre a Creto un'industria ferrifera di avanzata tecnologia per l'epoca gestita dall'industriale Glisenti Bortolo.
Il 15 maggio 1893 nacque a Creto, grazie all'impulso dato dal fondatore della cooperazione trentina don Lorenzo Guetti, una famiglia cooperativa gestita secondo lo statuto della prima cooperativa nata in Trentino, quella di Villa di Santa Croce nel Bleggio. Il primo presidente della cooperativa fu il farmacista Ernesto Alimonta.
Creto è stato un comune italiano istituito nel 1920 in seguito all'annessione della Venezia Tridentina al Regno d'Italia. Nel 1928 è stato aggregato al comune di Pieve di Bono e nel 2016, in seguito alla fusione dei comuni di Pieve di Bono e Prezzo, entra a far parte del costituendo comune di Pieve di Bono-Prezzo.

## Monumenti e luoghi d'interesse

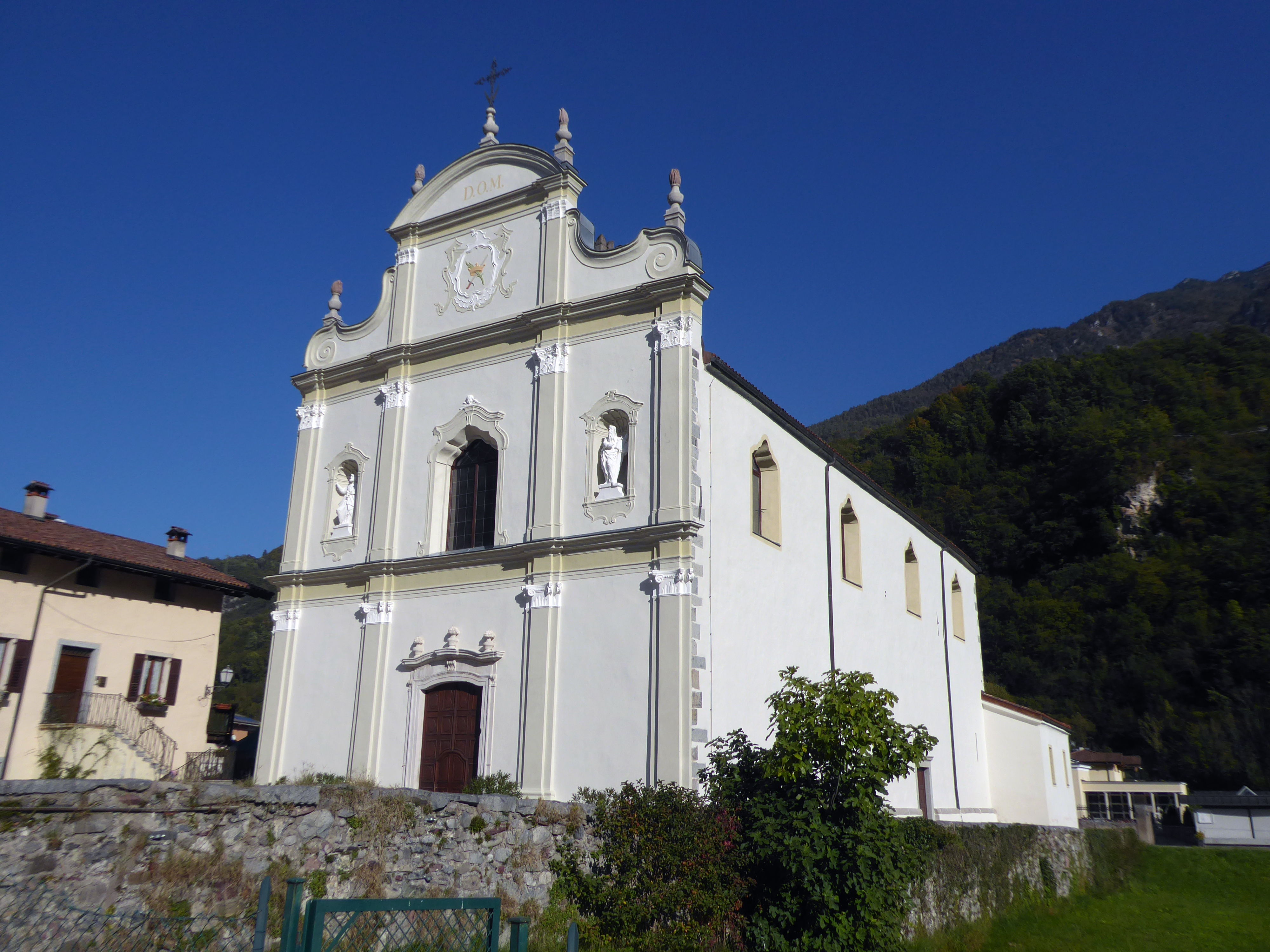
La chiesa di Santa Giustina

### Architetture militari
- Castel Romano, edificio documentato almeno dal secolo XII

### Architetture religiose
- Chiesa di Santa Giustina, documentata già dal 1221, sede di una delle sette pievi delle Giudicarie. Architettura originariamente romanica, fu interamente ricostruita nei secoli XIV e XV.